# Alain Morisod
Alain Morisod, né à Genève, le 23 juin 1949 est un pianiste suisse, producteur d'émissions de télévision.

## Biographie
À l'âge de 9 ans, Alain perd son père Jean, boucher du quartier Saint-Gervais à Genève. Il se réfugie dans la musique et commence son apprentissage du piano[réf. nécessaire].  De  1958 à 1968, il suit ses études à l'Institut Florimont, puis, jusqu'en 1970, à la Faculté de Droit de l'Université de Genève. Il étudie ensuite au Conservatoire de Genève et au Conservatoire populaire.
Il commence sa carrière musicale comme accompagnateur au piano pour, entre autres, Arlette Zola, Henri Dès (qui chantait encore pour les adultes), Ricet Barrier ou l'humoriste français Fernand Raynaud.
En 1971, son premier album Concerto pour un été, enregistré, composé et produit par Alain avec de petits moyens devient le hit de l'été, se vendant à plus de 2 millions d'exemplaires. 
Ce tube est même repris en Amérique du Sud par l'organiste [du chanteur brésilien, mondialement connu Roberto Carlos], Lafayette Conejo Varges Limp (Río de Janeiro, 11 mars 1943) sous le nom concierto para un verano. Il sera vendu à des milliers d'exemplaires dans toute l'Amérique Latine.
Au Casino Théâtre de Genève en 1971, il accompagne Fernand Raynaud au piano. Il crée ensuite en 1977, pour participer au Concours Eurovision de la chanson, le groupe Sweet People. Leur chanson Hey le musicien se classe deuxième de la finale suisse en 1978. Cet orchestre existe toujours et Alain Morisod participera onze fois au Concours Eurovision de la Chanson comme compositeur.
En 1979, il sauve et relance la Revue genevoise du Casino - Théâtre avant de se lancer à la télévision.
De 1980 à 1985, il produit, en compagnie de Christian Morin, La Grande roue, Studio 4 et Trèfle d'or puis, de 1998 à 2019, Les coups de cœur d'Alain Morisod avec Jean-Marc Richard et Lolita Morena  La dernière émission des Coups de coeur d'Alain Morisod est diffusée, en direct, le 9 novembre 2019 sur RTS1.
De 1986 à 1991, il est également président du club de football Urania Genève Sport qui passe en deux saisons de la 2e ligue à la Ligue Nationale B, en compagnie de Paul Garbani et de Gérard Castella.
En 2001 il épouse Mady Rudaz, chanteuse du groupe Sweet People qui inclut aussi le chanteur Jean-Jacques Egli.
En décembre 2011, Alain Morisod est l'ambassadeur du 24e Téléthon, aux côtés du journaliste suisse Malick Touré-Reinhard.